# Rigathi Gachagua
Rigathi Gachagua (ur. 28 lutego 1965 w Ruguru) – kenijski przedsiębiorca i polityk, wiceprezydent Kenii od 13 września 2022.

## Życiorys
Urodził się w 1965 roku. Pochodzi z grupy etnicznej Kikuju. Studiował nauki polityczne i literaturę na Uniwersytecie w Nairobi, stolicy Kenii. W 1990 roku rozpoczął pracę w kancelarii prezydenta, w latach 2001-2006 był asystentem Uhuru Kenyatty, a od 2017 do 2022 roku był posłem do Zgromadzenia Narodowego. W 2022 roku kandydował w wyborach na wiceprezydenta Kenii, w których jego partia (Zjednoczony Sojusz Demokratyczny) wygrała, co pozwoliło na wybór Williama Ruto na prezydenta, a Gachaguy na wiceprezydenta 13 września 2022 roku.

## Życie prywatne
Jego bratem był zmarły w 2017 roku Nderitu Gachagua, gubernator hrabstwa Nyeri. Jest żonaty z pastorką ewangelicką Dorcas Rigathi, ma dwójkę dzieci.
Jego majątek szacowany jest na 8 milionów euro. Wielokrotnie był oskarżany o korupcję, a ukradziony przez niego majątek szacowany jest na 51 milionów dolarów amerykańskich.